# 菜木のり子
菜木 のり子（なぎ のりこ、1967年1月12日 - ）は、日本の女優、モデル。身長164cm。シックスセンス所属。かつてはシュルーに所属した。

## 経歴
14歳からモデル活動を始める。25歳から27歳まではフランスのパリで過ごした。帰国後、ファッションモデル、俳優業など幅広くこなし、1997年の映画「夏時間の大人たち」で、主演の順子役を務める。
30代半ばからシュルーに所属。2018年に活動名義を全て平仮名の「なぎのりこ」に変更したが、2021年のシックスセンスへの事務所移籍に際し、名義を元に戻した。
マガジンハウス社の「Ｋｕ：ｎｅｌ（クウネル）」サロンプレミアムメンバー。

## 出演

### 映画
- 1997年 釣りバカ日誌9
- 1997年 夏時間の大人たち 順子 役
- 1997年 東京日和
- 1998年 Beautiful Sunday
- 1999年 dead BEAT - 柴田幸子 役
- 2000年 おしまいの日。 - 間久美 役
- 2000年 カオス - 黒田美佐子 役
- 2014年 MIRACLE デビクロくんの恋と魔法

### TVドラマ
- 1987年 あぶない刑事 35話「錯覚」- 山西陽子役（「勝沼のり子」名義）
- 1988年 名奉行遠山の金さん 17話「噂におびえる少女」- お糸役（「勝沼のり子」名義）
- 1991年 新・寺内貫太郎一家
- 2001年 トトの世界〜最後の野生児〜 4話,最終話
- 2003年 盲導犬クイールの一生 1話 - 沢木正恵 役
- 2003年 あした天気になあれ。 1話
- 2004年 僕と彼女と彼女の生きる道 最終話

### CM
- 2000年 日本エアシステム レインボー777
- 2001年 旭化成 サランラップ
- 2008年 花王 リセッシュ 除菌EX
- 2016年 ファンケル「ちょちょいのチョイス」篇
- 2017年 森永乳業 クラフト無垢（チーズ） 「ウチの夫婦」篇
- 味の素 Cook Doシリーズ
  - 2013年 「食欲全開・豪快に食べる父母娘」
  - 2014年 「食欲全開・黄金比率」「食欲全開・さぁ茄子よ観念しなさい」「食欲全開・あつあつ夫婦」
  - 2015年 「食欲全開・さぁ茄子よ観念しなさい」「食欲全開・娘に取られる父」
  - 2016年 「大人の黒麻婆・出た・食卓」「食欲全開・空腹限界」「食欲全開・驚く友達」
  - 2017年 「家族で味わう2つの中辛・東京2020」